# Sant Salvador del Vilot d'Alberola
Sant Salvador del Vilot d'Alberola és una obra d'Os de Balaguer (Noguera) inclosa a l'Inventari del Patrimoni Arquitectònic de Catalunya.

## Descripció
A la part septentrional del que ocupava l'antic vilatge, és on segurament hi havia el castell. La part meridional és més baixa i hi havia a l'est, l'església i a l'oest una torre, separats per uns 65 metres. La muralla que cloïa el poblat era feta amb pedres arrenglerades, d'un gruix de 130 cm.

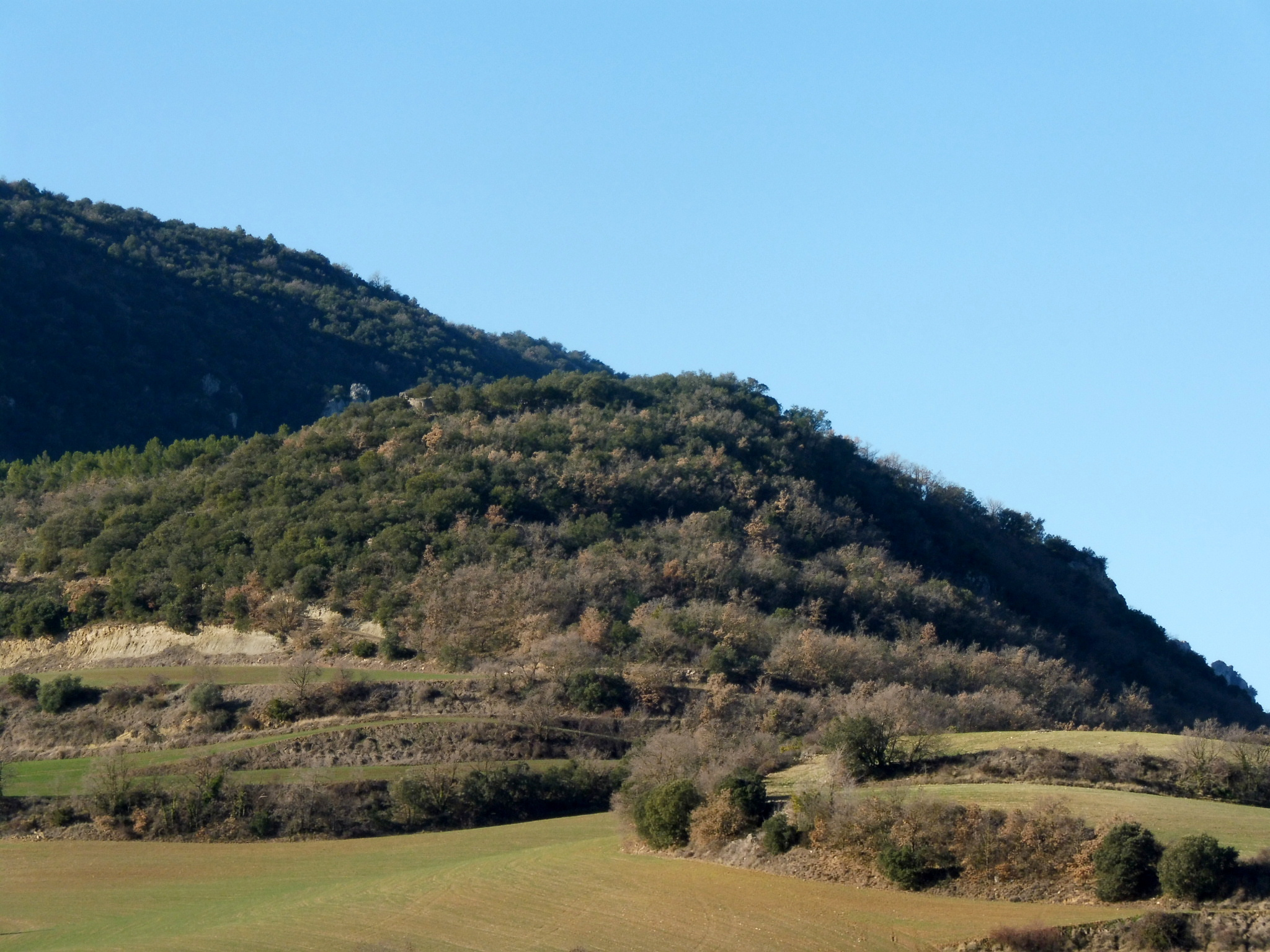
Turó on es troba el Vilot (des d'Alberola)

 A l'extrem nord de la muralla s'aprecien restes d'una torre de planta circular, d'un diàmetre de 5,2m. i una alçada de 2,5m. Està feta amb carreus sense treballar, però arrenglerats amb molt de morter de gruix entremig. La torre que hi ha a l'angle sud-oest del recinte del poble és de planta quadrangular. Té una amplada d'uns 4 metres i una alçada de 4,5 metres. Està en molt mal estat de conservació: els carreus estan ben arrenglerats, però quasi tots han estat arrencats.
Sant Salvador és un edifici en un estat totalment ruïnós i envaït pel bosc. Tenia una sola nau, coberta amb volta de canó i capçada a llevant per un absis semicircular. La porta -actualment desfeta- s'obre al mur nord. Al centre de l'absis es conserva una finestra de doble esqueixada, amb l'arc exterior format per una llinda retallada en arc, que contrasta amb la resta de la manufactura per la polidesa de l'obra. L'aparell és en general de carreus sense desbastar, o poc desbastat disposat en filades irregulars.

## Història
L'assentament antic d'Alberola fou conquerit als sarraïns per Guerau Ponç II de Cabrera, segurament en el mateix moment que Tragó. Per desgràcia no s'han trobat fins ara referències documentals del passat medieval d'aquest poblat, tot i que sí que n'han romàs de la seva església. Una de les escasses notícies indica que Alberola, agregat a Tragó, pertanyia l'any 1831 a la família Montoliu.